# Liste der Pfarren im Dekanat Linz-Mitte
Das Dekanat Linz-Mitte ist ein Dekanat der römisch-katholischen Diözese Linz.

## Pfarren mit Kirchengebäuden und Kapellen
| Pfarre                       | Pfarrverband | Patrozinium                  | Kirchengebäude und Kapellen | Bild |
| ---------------------------- | ------------ | ---------------------------- | --- | ---- |
| Linz-Dompfarre               | Linz-Mitte   | Unbefleckte Empfängnis Mariä | Mariä-Empfängnis-Dom Hauskapelle bei den Kreuzschwestern, Karmelitinnenkirche, Kapelle im Rudigierheim der Kreuzschwestern, Priesterseminarkirche, Karmeliterkirche, Kreuzschwesternkirche, Kirche der Barmherzigen Schwestern, Ursulinenkirche, Kapelle Unserer lieben Frau von Altötting, Kirche der Barmherzigen Brüder, Kirche der Marienschwestern |      |
| Linz-Don Bosco               | Linz-Mitte   | Maria, Hilfe der Christen    | Pfarrkirche Linz-Don Bosco |      |
| Linz-Heilige Familie         | Linz-Mitte   | Hl. Familie                  | Pfarrkirche Linz-Heilige Familie AKH Kapelle, Kapelle Frauen- und Kinderklinik |      |
| Linz-St. Konrad              | Linz-Mitte   | Hl. Konrad von Parzham       | Pfarrkirche Linz-St. Konrad St. Maximilian-Kirche, Kapelle im Kollegium Aloisianum, Kapelle im Pflegeheim Sonnenhof |      |
| Linz-St. Margarethen         | Linz-Mitte   | Kreuzauffindung              | Kalvarienbergkirche St. Margarethen |      |
| Linz-St. Martin am Römerberg | Linz-Mitte   | Hl. Martin                   | Martinskirche Kapuzinerkirche |      |
| Linz-St. Severin             | Linz-Mitte   | Hl. Severin                  | Pfarrkirche Linz-St. Severin |      |
| Linz-Stadtpfarre             | Linz-Mitte   | Mariä Himmelfahrt            | Stadtpfarrkirche Linz Elisabethinenkirche, Kapelle im Borromäum, Kapelle im Landesgericht, Alter Dom - Ignatius-Kirche, Minoritenkirche, Kapelle im Krankenhaus der Elisabethinen |      |

## Dekanat Linz-Mitte
Das Dekanat umfasst acht Pfarren.
Dechanten
- seit ?